# Nāḩiyat Salqīn
Nāḩiyat Salqīn (arabiska: ناحية سلقين) är ett subdistrikt i Syrien.   Det ligger i provinsen Idlib, i den nordvästra delen av landet, 290 km norr om huvudstaden Damaskus.
Trakten runt Nāḩiyat Salqīn består till största delen av jordbruksmark. Runt Nāḩiyat Salqīn är det ganska tätbefolkat, med 179 invånare per kvadratkilometer.